# Pariambia unduligera
Pariambia unduligera là một loài bướm đêm trong họ Noctuidae.